# Peter Fredrik Wahlberg
Pour les articles homonymes, voir Wahlberg.
Peter Fredrik Wahlberg, né le 19 juin 1800 à Göteborg et mort le 22 mai 1877 à Stockholm est un entomologiste et botaniste suédois qui fut également professeur à l'université de Stockholm. C'est le frère de Johan August Wahlberg.

## Biographie
Il poursuit ses études à l'université d'Uppsala à partir de 1818 et reçoit son diplôme de magister philosophæ en 1824, de docteur en médecine en 1827. Il est nommé adjoint en médecine et en histoire naturelle à l'institut Karolinska en 1837.
Wahlberg est nommé membre de l'académie royale des sciences de Suède en 1830. Il est en secrétaire de 1848 à 1866. Il est nommé membre de l'Académie suédoise d'agriculture en 1831 et membre honoraire en 1864.
Il fait plusieurs expéditions scientifiques dont en Laponie (1843, 1845 et 1847). Il accompagne Wilhelm Hisinger en Norvège en 1822 et visite à plusieurs reprises les pays d'Europe centrale et du sud.
Wahlberg est l'auteur de plusieurs traités scientifiques, comme Flora gothoburgensis en 1822.

## Hommages
L'île Wahlbergøya, la plus grande de Vaigattøyane, a été nommée d'après lui.
Certaines espèces, comme Pseudocreobotra wahlbergi, reçoivent son nom.

## Publications
- Flora gothoburgensis, 1822
- Anvisning till svenska foderväxternas kännedom [Traité pour connaître les plantes fourragères suédoises], 1835
- Om Rhaphium flavipalpe Zett, fvers. K. Vetenskapsakad, Forh. 1: pp. 37–38, 1844
- Bidrag till kännedomen om de nordiska Diptera, Öfversigt af Kongl. Vetenskapsakademien Förhandlingar, Stockholm. 11. pp. 211–216, 1854